# Rosquilleta
La rosquilleta (en plural, rosquilletes) és un pa allargat, semblant als grissini italians, típics del País Valencià. Es fan amb farina, oli, aigua, rent i sal, a més de llavoretes.
Una de les seves característiques és que han de ser cruixents per valorar més el seu sabor, de manera que les elaborades pels forns es solen enfornar gairebé diàriament; per aquesta raó alguns fabricants afegeixen a la massa una mica de vinagre.
Existeixen diverses varietats, des de les clàssiques (amb anisets), a les actuals varietats amb algues, quinoa, cacau, etc. Una altra varietat són les conegudes com "saladets", que són una rosquilleta que presenta sal voltant.

## Història
Realment no es pot documentar l'origen d'aquest aliment. Possiblement daten de l'aparició dels forns al País Valencià.
La seua fabricació industrialitzada és de la fi dels anys 60 de segle xx, quan empreses com Velarte comencen la producció en sèrie d'aquest producte fins a aquest moment de caràcter artesanal.
En l'actualitat a Velarte fabriquen uns 40 milions de paquets a l'any i exporten el 25% de la seva producció.

Una altra empresa productora de rosquilletes és Anitín, fundada el 1994 per Agustí Blay a partir d'un forn que els seus avis Manolo Soriano i Anita Martí van crear a Alberic, primer, i en Benimuslem, després, en la dècada de 1930; amb seu a Carlet i amb quatre fàbriques. El 2018 l'empresa va superar la barrera dels 61 milions d'euros de xifra de negoci (61.420.000), un 3,66% més que l'any anterior, segons consta en el registre mercantil.

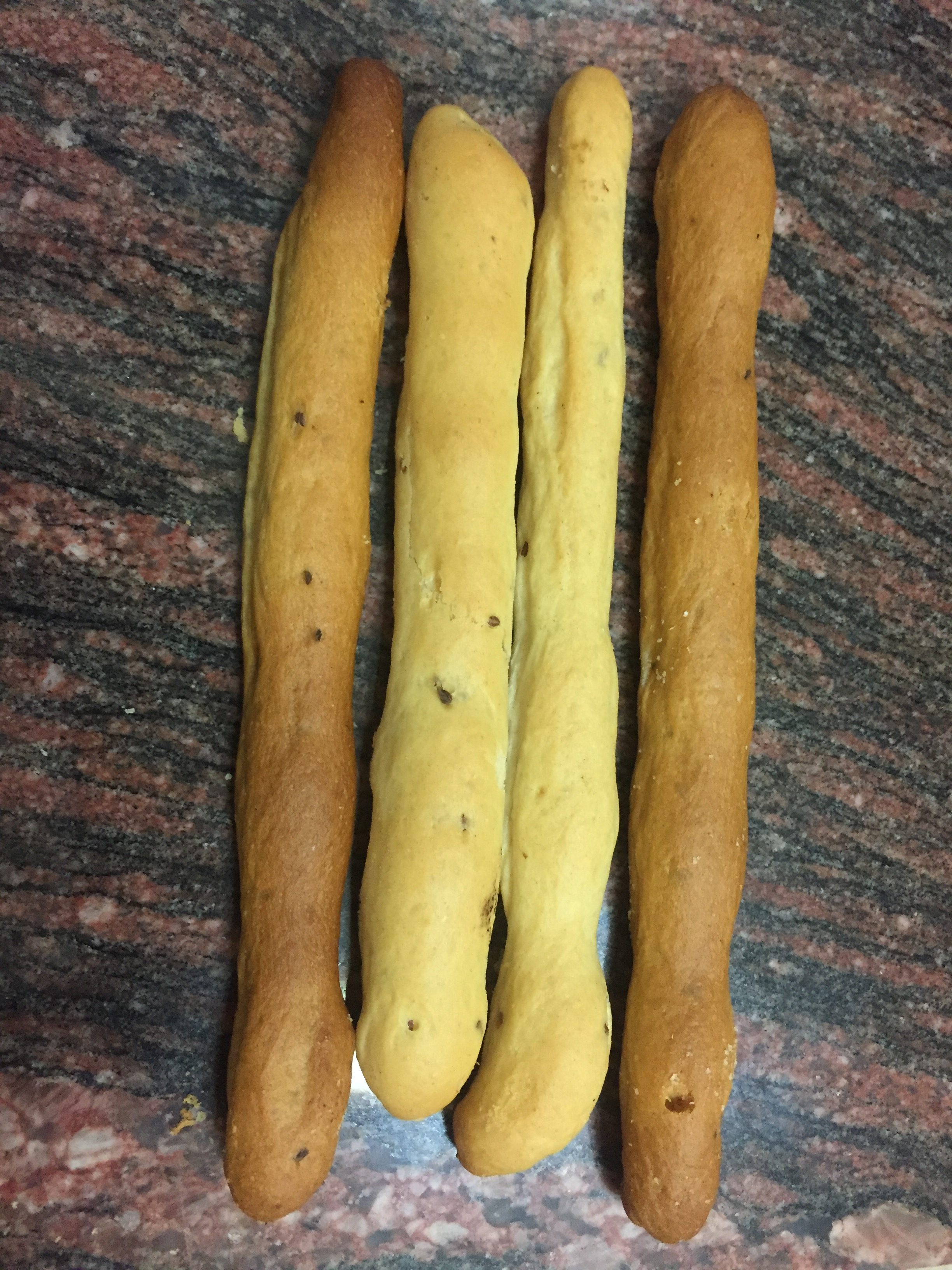
Rosquilletes d'anissets
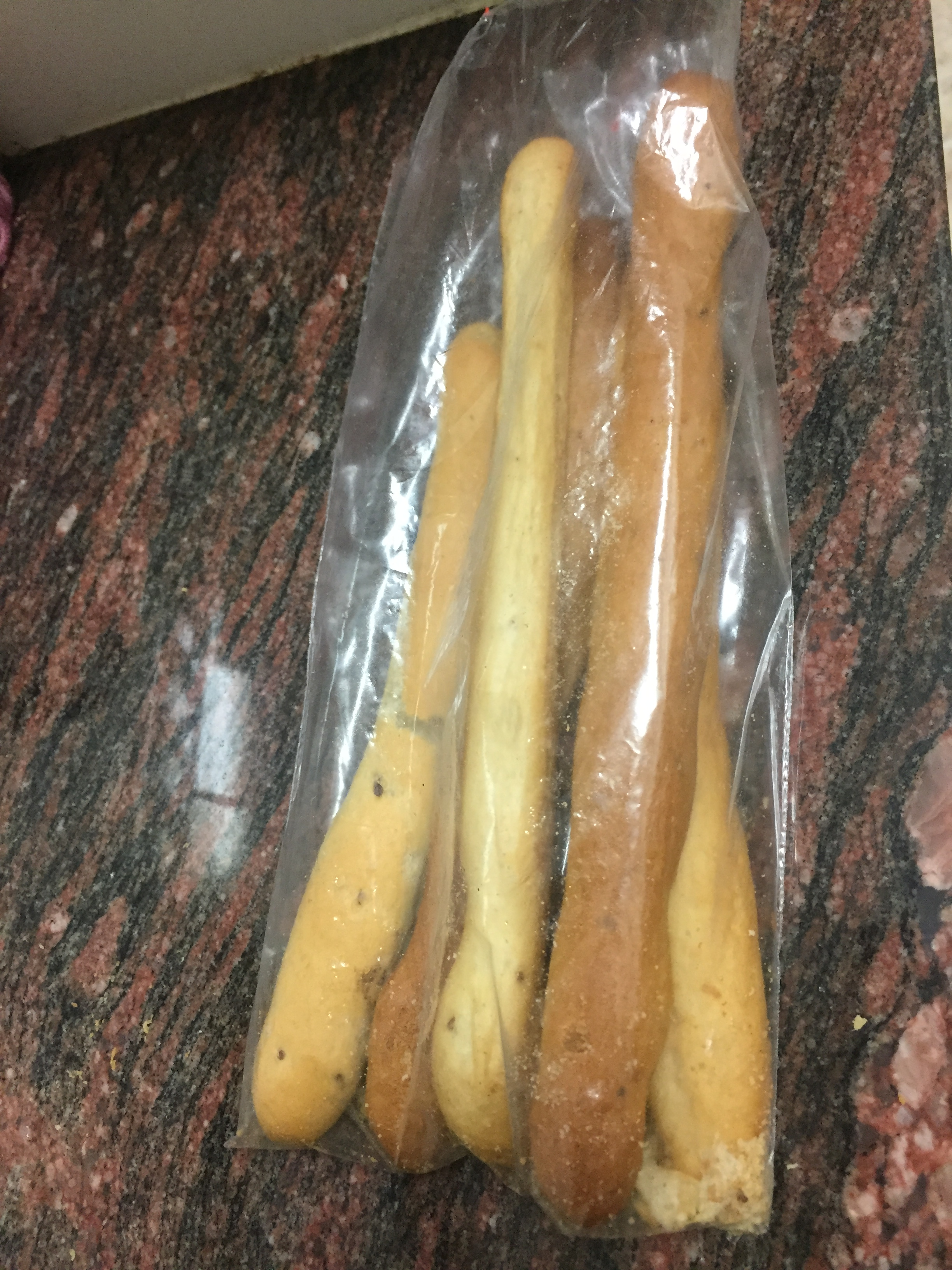
Les rosquilletes envasedes normalment en borses de plàstic per mantindre-les cruixents.
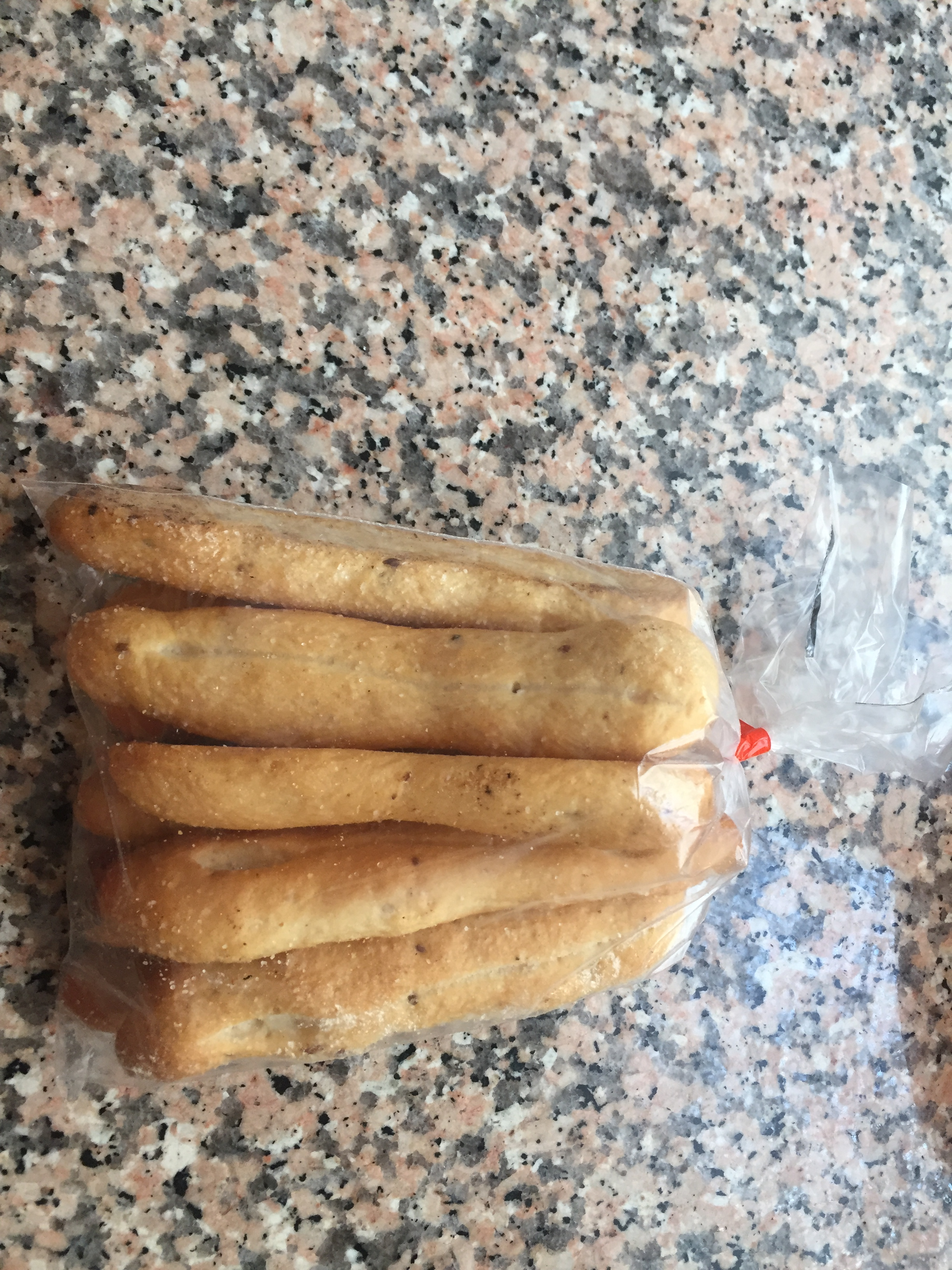
Paquet de saladets
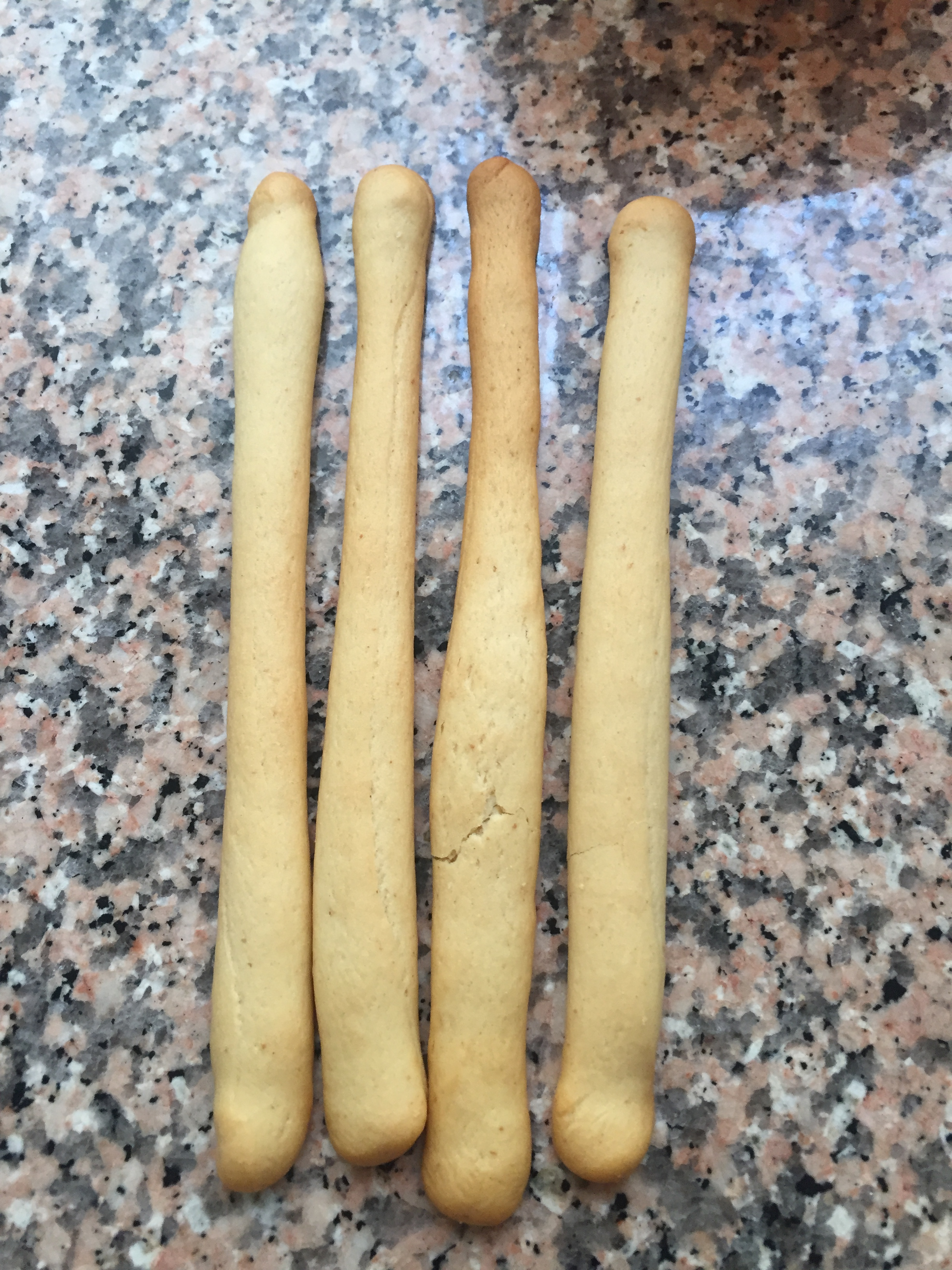
Rosquilletes tradicionals sense anissets

## Recepta
La recepta de les rosquilletes és fàcil, i es pot fer inclús a casa. Els ingredients són: farina, oli, aigua i sal, es pot afegir llevat. El llevat es barreja amb aigua i quan estiga dissolt s'afegeix la farina, l'oli i una mica de sal. Es remou tot i s'afegeix més aigua, amb compte de no passar-se. La massa ha de quedar uniforme i una mica consistent, ni molt dura ni molt líquida.
Es deixa reposar la massa uns tres quarts d'hora, per deixar créixer la massa si es posa llevat. Un cop passat aquest temps es van agafant petits trossos i es fan petites tires rodones i allargades. Abans de ficar-les al forn, es pot escampar, si vols, altres ingredients com sal gruixuda, pipes, cacaus, formatge ratllat, xocolate... Després es fiquen al forn a temperatura moderada fins que adquireixin un aspecte daurat. Una volta tretes del forn es deixen refredar, perquè es mengen fredes.